# Grotte di Batu
Le grotte di Batu (in inglese Batu Caves) sono una cavità carsica situate a circa 13 chilometri a nord di Kuala Lumpur, capitale della Malaysia.

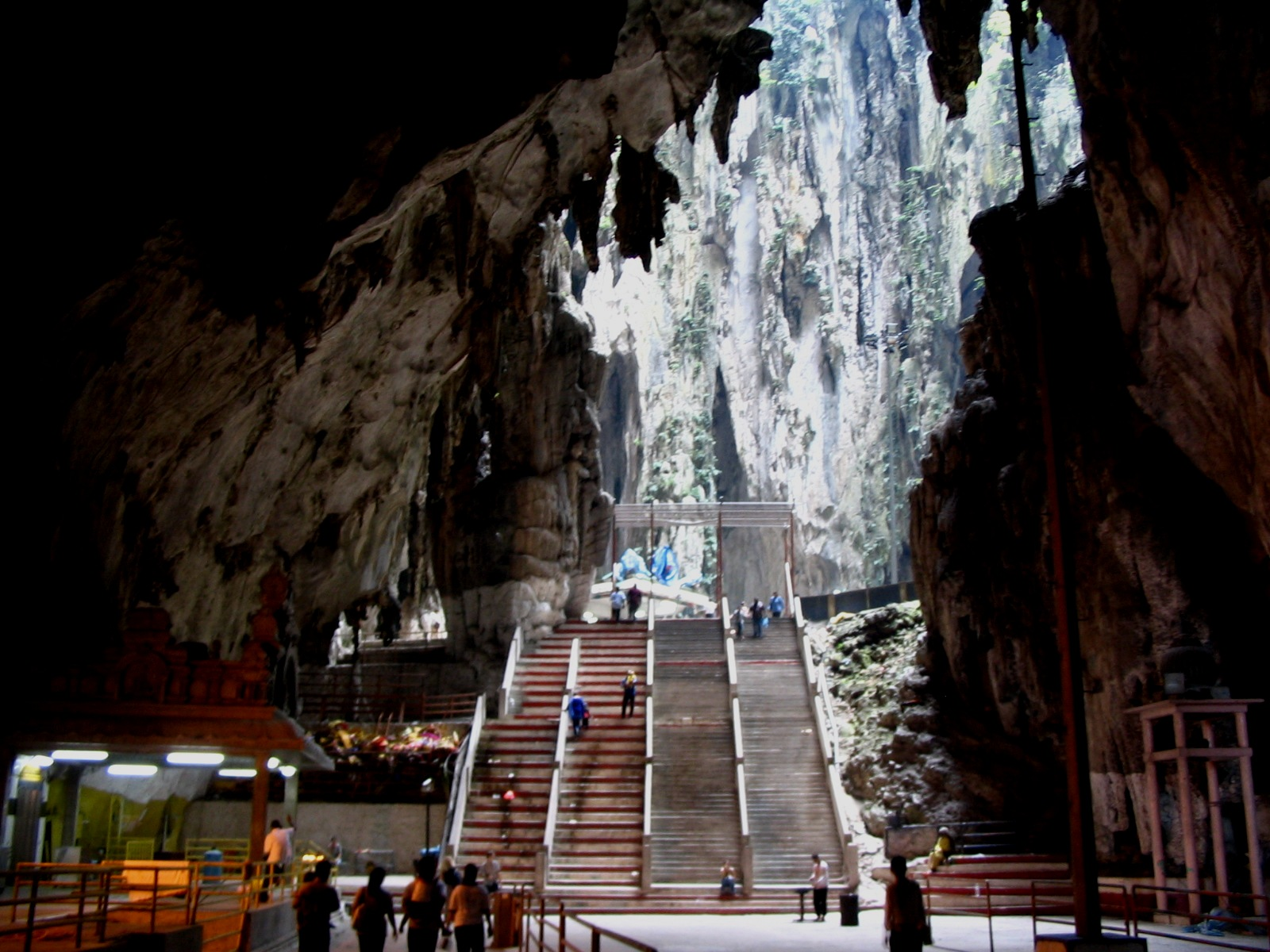
L'interno delle grotte

## Storia
Le grotte erano originariamente utilizzate come rifugi dal popolo indigeno Temuan, una tribù Orang Asli. Negli anni 1860, i coloni cinesi iniziarono a scavare dalle grotte il guano, il quale veniva usato come fertilizzante. Nel 1878, le grotte furono scoperte dal naturalista statunitense William Hornaday. Fu il commerciante tamil K. Thamboosamy a promuovere il complesso delle grotte come luogo di culto indù. Un tempio indù dedicato alla divinità Karttikeya (nota anche come Murugan) fu completato nel 1891, mentre un anno più tardi cominciò ad essere celebrata l'importante festività annuale del Thaipusam.

## Geologia
Il complesso è un mogote, ovvero una collina con pareti ripide, che include una serie di grotte calcaree formate più di 400 milioni di anni fa. È costituito da un sistema di venti grotte riconosciute, inclusi quattro grandi sistemi di grotte con camere multiple interconnesse.
Gli speleotemi vennero a formarsi a causa dell'azione dell'acqua che cade sulla superficie e filtra attraverso di essa, provocando la dissoluzione delle rocce calcaree e portando alla formazione di stalattiti e stalagmiti.

## Ambiente
Il sistema di grotte di Batu e le sue caverne costituiscono un punto caldo di biodiversità che ospita molte specie di piante e animali, molte delle quali specifiche di tali ambienti calcarei. Sono state registrate circa 269 specie di piante vascolari, incluse 56 specie di piante calcifile. Vi è una vasta gamma di fauna di grotta, comprese specie endemiche come il ragno Liphistius batuensis. Sono presenti 21 specie di pipistrelli, incluse diverse specie di pipistrelli frugivori. Il sistema di grotte oscure ospita numerose specie di insetti, inclusi haplotaxidi, ragni, acari, zecche, scorpioni, collemboli, coleotteri, volatori, formiche, vespe, api, farfalle, falene e altri animali come rane, lucertole, serpenti e lumache. Il sito è inoltre abitato da numerosi macachi, le quali talvolta dipendono dalle persone per il cibo e possono causare disturbi ai visitatori.
Lo sviluppo avvenuto nel corso degli anni, l'attività industriale e l'alto numero di visitatori dovuto al sito religioso rappresentano minacce per la biodiversità della regione.

## Sito religioso
Il tempio Subramaniar Swamy si trova nella grotta più grande del complesso. Inizialmente, per raggiungere il santuario, era necessario scalare la collina a piedi. Nel 1920 furono installati gradini di legno per consentire ai pellegrini di raggiungere il tempio. Nel corso degli anni '30 le scale cominciarono a mostrare segni di usura, pertanto si decise di costruire gradini di cemento sul lato sud del complesso delle grotte. Nel 1940 furono così costruiti 272 gradini di cemento, esistenti ancora oggi. Nell'agosto 2018 i gradini furono ridipinti a blocchi con vari colori sgargianti.
Alla base della collina ci sono due grotte, la Art Gallery Cave e Museum Cave, che formano il complesso Cave Villa. Esse contengono statue e dipinti della mitologia indù, la maggior parte dei quali raffiguranti la vita e le storie della divinità Karttikeya. La grotta Ramayana, situata sulla sinistra, ospita dipinti riguardanti l'omonimo poema epico indù Ramayana. All'ingresso di questa grotta è presente una statua di Hanuman alta 15 metri ed un tempio, aperto nel novembre 2001, dedicato alla medesima figura.
A fianco dei gradini che servono come ingresso al complesso delle grotte, sulla destra, si staglia una statua di Karttikeya alta 42,7 metri, la quale venne inaugurata nel gennaio 2006. Dipinta in oro, è la statua più alta di tutta la Malaysia.